# 207899 Грінмалія
207899 Грінмалія (207899 Grinmalia) — астероїд головного поясу, відкритий 21 жовтня 2008 року.
Названо на честь муляра Євгена Грінішина та фермера Сергія Малиновського, що мешкали неподалік Андрушівської обсерваторії та допомагали у її відновленні та обладнанні, забезпечували астрономів харчуванням.
Тіссеранів параметр щодо Юпітера — 3,189.